# Janki (województwo warmińsko-mazurskie)
Janki (niem. Klein Jahnen) – osada leśna w Polsce, w województwie warmińsko-mazurskim, w powiecie gołdapskim, w gminie Banie Mazurskie.
W latach 1975–1998 miejscowość należała administracyjnie do województwa suwalskiego.

## Nazwa
28 marca 1949 r. ustalono urzędową polską nazwę miejscowości – Janki, określając drugi przypadek jako Janek, a przymiotnik – janecki.